# Lee Deuk-choon

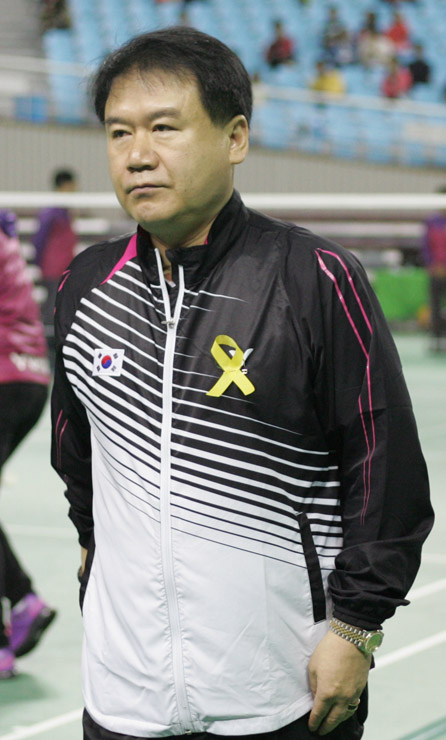
Lee Deuk Choon

Lee Deuk-choon (* 16. Juli 1962) ist ein ehemaliger Badmintonspieler aus Südkorea.

## Sportliche Karriere
Mit Siegen bei den Malaysia Open 1984 und den German Open 1986 kündigte Lee Deuk-choon Mitte der 1980er Jahre an, dass noch Größeres von ihm erwartet werden könnte. 1986 wurde er Zweiter bei den prestigeträchtigen All England, 1987 siegte er dort. Im letztgenannten Jahr wurde er ebenfalls Vizeweltmeister im Mixed mit Chung Myung-hee. In seiner späteren Karriere arbeitete er als Badmintontrainer.

## Sportliche Erfolge
| Saison | Veranstaltung     | Disziplin    | Platz | Name                             |
| ------ | ----------------- | ------------ | ----- | -------------------------------- |
| 1984   | Malaysia Open     | Herrendoppel | 1     | Lee Deuk-choon / Kim Moon-soo    |
| 1986   | German Open       | Mixed        | 1     | Lee Deuk-choon / Chung Myung-hee |
| 1986   | All England       | Mixed        | 2     | Lee Deuk-choon / Chung So-young  |
| 1987   | US Open           | Mixed        | 1     | Lee Deuk-choon / Chung So-young  |
| 1987   | Japan Open        | Mixed        | 1     | Lee Deuk-choon / Chung Myung-hee |
| 1987   | US Open           | Herrendoppel | 1     | Lee Deuk-choon / Lee Sang-bok    |
| 1987   | Canada Open       | Herrendoppel | 1     | Lee Deuk-choon / Lee Sang-bok    |
| 1987   | French Open       | Herrendoppel | 1     | Lee Deuk-choon / Kim Moon-soo    |
| 1987   | Weltmeisterschaft | Mixed        | 2     | Lee Deuk-choon / Chung Myung-hee |
| 1987   | All England       | Mixed        | 1     | Lee Deuk-choon / Chung Myung-hee |

## Referenzen
- WM-Resultate
- All England Champions 1899-2007

| Personendaten    | Personendaten                                                                                          |
| ---------------- | --- |
| NAME             | Lee, Deuk-choon                                                                                        |
| ALTERNATIVNAMEN  | 이득춘 (koreanisch, Hangeul); I, Deuk-chun (Revidierte Romanisierung); I, Tŭkch’un (McCune-Reischauer) |
| KURZBESCHREIBUNG | südkoreanischer Badmintonspieler                                                                       |
| GEBURTSDATUM     | 16. Juli 1962                                                                                          |